# Montes (Uruguai)
Montes és un municipi de l'Uruguai meridional, ubicat a l'est del departament de Canelones. Es troba sobre la ruta 80, 6,5 quilòmetres a l'est de Migues i uns 40 km al sud-oest de la ciutat de Minas (per la ruta 8). El límit amb el departament de Lavalleja és marcat pel rierol Solís Grande. Montes va rebre la categoria de «poble» (pueblo) el 3 de novembre de 1952 mitjançant el decret 11.878.

## Població
Segons les dades del cens de l'any 2004, Montes tenia 1.713 habitants, una xifra lleugerament inferior a la de censos anteriors. La població màxima registrada al poble va ser de 2.236 habitants l'any 1975. El nombre actual d'habitants empadronats a Montes és, amb diferència, el més baix registrat des del cens de 1963.
| Any  | Població |
| ---- | -------- |
| 1963 | 1.841    |
| 1975 | 2.236    |
| 1985 | 2.156    |
| 1996 | 1.973    |
| 2004 | 1.713    |

Font: Institut Nacional d'Estadística de l'Uruguai

## Govern
L'alcaldessa de Montes (alcaldesa) amb data del 2008 era María Ángel Mancuello (Front Ampli).